# Каптырма
Каптырма (также капсырма) — традиционная декоративная двусторонняя застёжка на женской одежде казахов и башкир в виде 2-3 блях, соединяющихся крючком и петлёй. Красота и отделка каптырмы указывает на состоятельность его владелицы. Применяется для украшения и скрепления одежды (камзолов, елянов, кашмау), но может быть также частью ювелирных изделий (браслетов, ожерелий).
При изготовлении каптырмы обычно применяется серебро и выполняются работы но металлу: кручение, плетение, чеканка, гравировка, филигрань, штамповка, серебрение или золочение. Орнамент включает растительные мотивы или арабскую вязь. Встречаются экземпляры из чернёного серебра, с драгоценными и полудрагоценными камнями (агатом, жемчугом, сердоликом, бирюзой) или гранёным стеклом в оправе, украшенные фестонами.
Форма у каптырмы может быть самой разнообразной: прямоугольной, овальной, ромбовидной, листовидной, круглой или в виде цветочной розетки.
На территории Казахстана распространены различные виды каптырмы — круглые, разъёмные, листовидные, небольшие тенгеобразные[какие?], объёмные и т. д. В Башкирии может быть частью мужского пояса — кэмэра.
Встречаются также шейные каптырмы из широкой матерчатой ленты с подкладкой, отделанные позументом, с многочисленными подвесками из колец, блях и медальонов. Такие каптырмы были распространены в северных, центральных и юго-западных районах Башкирии, а также у татар.